# Unterseeboot 72 (1941)
Pour les articles homonymes, voir Unterseeboot 72.
Le Unterseeboot 72 (ou U-72) rst un sous-marin (U-Boot) allemand de type VII C de la Kriegsmarine pendant la Seconde Guerre mondiale.

## Historique
Mis en service le 4 janvier 1941, l'U-72 sert sans interruption de sous-marin d'entrainement (navire-école) pour les sous-mariniers, d'abord au sein de la 21. Unterseebootsflottille à Neustadt, puis à partir du 8 juin 1941 dans la 24. Unterseebootsflottille à Trondheim et à partir du 2 juillet 1941, de nouveau à la 21. Unterseebootsflottille.
L'U-72 n'a jamais été opérationnel : il n'a en conséquence effectué aucune patrouille de guerre.
Le 30 mars 1945, l'U-72 est endommagé à Brême lors d'un bombardement aérien de jour effectué par les forces américaines (USAAF).
Le 2 mai 1945, pour répondre aux ordres de l'amiral Karl Dönitz donnés dans l'Opération Regenbogen, l'U-72 est sabordé à Bremerhaven.
Après guerre, il est renfloué puis détruit.

## Affectations
- 21. Unterseebootsflottille à Neustadt du 4 janvier au 8 juin 1941 (entraînement)
- 24. Unterseebootsflottille à Trondheim du 9 juin au 1er juillet 1941 (navire-école)
- 21. Unterseebootsflottille à Pillau du 2 juillet 1941 au 30 mars 1945 (navire-école)

## Commandements
- Korvettenkapitän Hans-Werner Neumann du 4 janvier à septembre 1941
- Oberleutnant zur See Helmut Köster de septembre au 1er décembre 1941
- Kapitänleutnant Waldemar Mehl du 2 décembre 1941 au 19 novembre 1942
- Hans-Martin Scheibe du 7 mai au 19 novembre 1942
- Oberleutnant zur See Helmut Lange du 20 novembre 1942 au 14 décembre 1943
- Oberleutnant zur See Paul Sander du 15 décembre 1943 au 19 mai 1944
- Oberleutnant zur See Karl-Theodor Mayer du 20 mai 1944 à mars 1945

Nota: Les noms de commandants sans indication de grade signifie que leur grade n'est pas connu avec certitude à notre époque à la date de la prise de commandement.

## Navires coulés
L'Unterseeboot 72 n'a ni coulé, ni endommagé de navire ennemi, car il n'a pas effectué de patrouille de guerre et a été cantonné à un rôle d'entraînement et de navire-école